# فرنسيسكو يوريبا
فرنسيسكو يوريبا (بالإسبانية: Francisco Uribe)‏ هو لاعب كرة قدم مكسيكي في مركز الهجوم، ولد في 11 يناير 1966 في Tehuacán ‏ في المكسيك. لعب مع نادي أمريكا.

## وصلات خارجية
- فرنسيسكو يوريبا على موقع الدوري الأمريكي (الإنجليزية)
- فرنسيسكو يوريبا على موقع قاعدة بيانات كرة القدم.إي يو (الإنجليزية)
- فرنسيسكو يوريبا على موقع ناشيونال فوتبول تيمز (الإنجليزية)